# Arroyo Carreta Quemada
El Arroyo Carreta Quemada es un curso de agua uruguayo que atraviesa el departamento de San José perteneciente a la cuenca hidrográfica del Río de la Plata.
Nace en la Cuchilla del Pintado y desemboca en el río San José tras recorrer alrededor de 32 km.